# Pillan Fluctus
Il Pillan Fluctus è una struttura geologica della superficie di Io.